# 蒙热 (上阿尔卑斯省)
蒙热（法語：Montjay，法語發音：[mɔ̃ʒɛ]）是法国上阿尔卑斯省的一个市镇，属于加普区。

## 地理
蒙热（44°21'37"N, 5°36'14"E）面积27 平方千米，位于法国普罗旺斯-阿尔卑斯-蓝色海岸大区上阿尔卑斯省，该省份为法国东南部内陆省份，北起萨瓦省，西北接伊泽尔省，西南接德龙省，南至上普罗旺斯阿尔卑斯省，东北部与意大利接壤。
与蒙热接壤的市镇（或旧市镇、城区）包括：沙努斯、莱皮讷、埃图瓦勒圣西里斯、蒙克吕、索尔比耶、维勒布瓦莱潘。

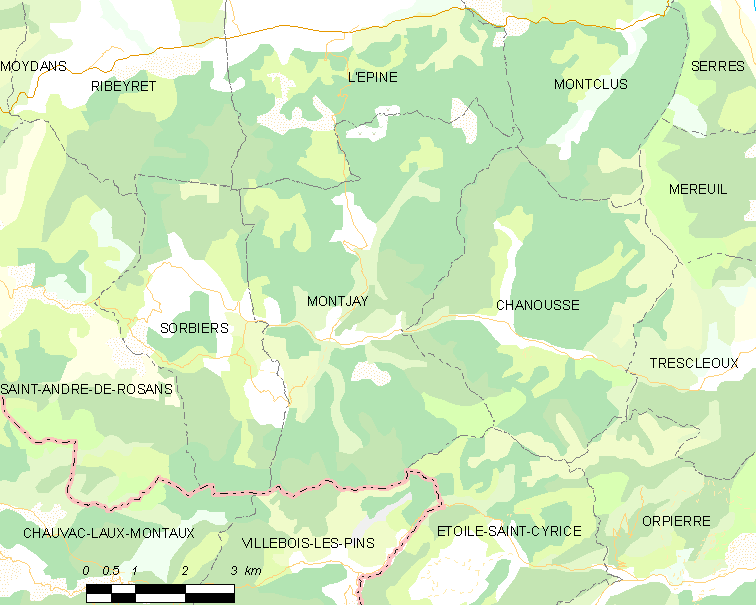
的OSM定位图

蒙热的时区为UTC+01:00、UTC+02:00（夏令时）。

## 行政
蒙热的邮政编码为05150，INSEE市镇编码为05086。

## 政治
蒙热所属的省级选区为塞尔县。

## 人口

1962-2008年间人口变化图示

蒙热于2022年1月1日时的人口数量为104人。